# Escudo de Estonia
En el escudo de armas de Estonia, figuran, en un campo de oro, tres leones pasantes de azur (azul), linguados de gules (rojo), uñados y armados de sable. El escudo en su versión grande aparece rodeado por dos ramas de roble de oro con bellotas del mismo metal.
Este escudo de armas ya fue usado oficialmente por Estonia cuando se declaró independiente en 1918 y fue adoptado oficialmente por la Asamblea Nacional, Riigikogu, el 19 de junio de 1925 y se mantuvo vigente hasta la ocupación de Estonia por la Unión Soviética en 1940. El 7 de agosto de 1990 Estonia obtuvo su independencia, el escudo de armas aparece regulado en la Ley del Escudo de Armas del Estado de 6 de abril de 1993.
Los leones heráldicos que aparecen en las armas de Estonia se remontan al siglo XIII, tienen su origen en el blasón del rey Valdemar II de Dinamarca que lo fue también del norte de Estonia, razón por la cual en el escudo de Dinamarca también figuran tres leopardos de azur, pero, a diferencia de Estonia, está sembrado de corazones de gules. Los elementos del escudo de Estonia también figuraron en las armas grandes de Tallin y han figurado en el blasón de diversos gobernantes de Estonia a lo largo de la historia.

## Escudo antiguo

Escudo de la RSS de Estonia (1940-1990)

Este escudo fue prohibido a raíz de la ocupación soviética de 1940 y sustituido por uno de corte socialista. El escudo de la RSS de Estonia no tenía ninguna señal nacional, sino los típicamente comunistas de la estrella roja, la hoz y el martillo, el sol naciente y las espigas de trigo, y lo único que identificaba Estonia era la rama de pino. Llevaba una cinta con el lema nacional soviético, «Proletarios de todos los países, uníos!», escrito en estonio y en ruso, y el nombre oficial del país en estonio, Eesti NSV, es decir Eesti Nõukogude Sotsialistlik Vabariik (República Socialista Soviética de Estonia).
A raíz de la recuperación de la independencia el 7 de agosto de 1990, el 6 de abril de 1993 se volvía a adoptar oficialmente el escudo histórico.

## Galería

Escudo de armas mayor de la ciudad capital, Tallin.
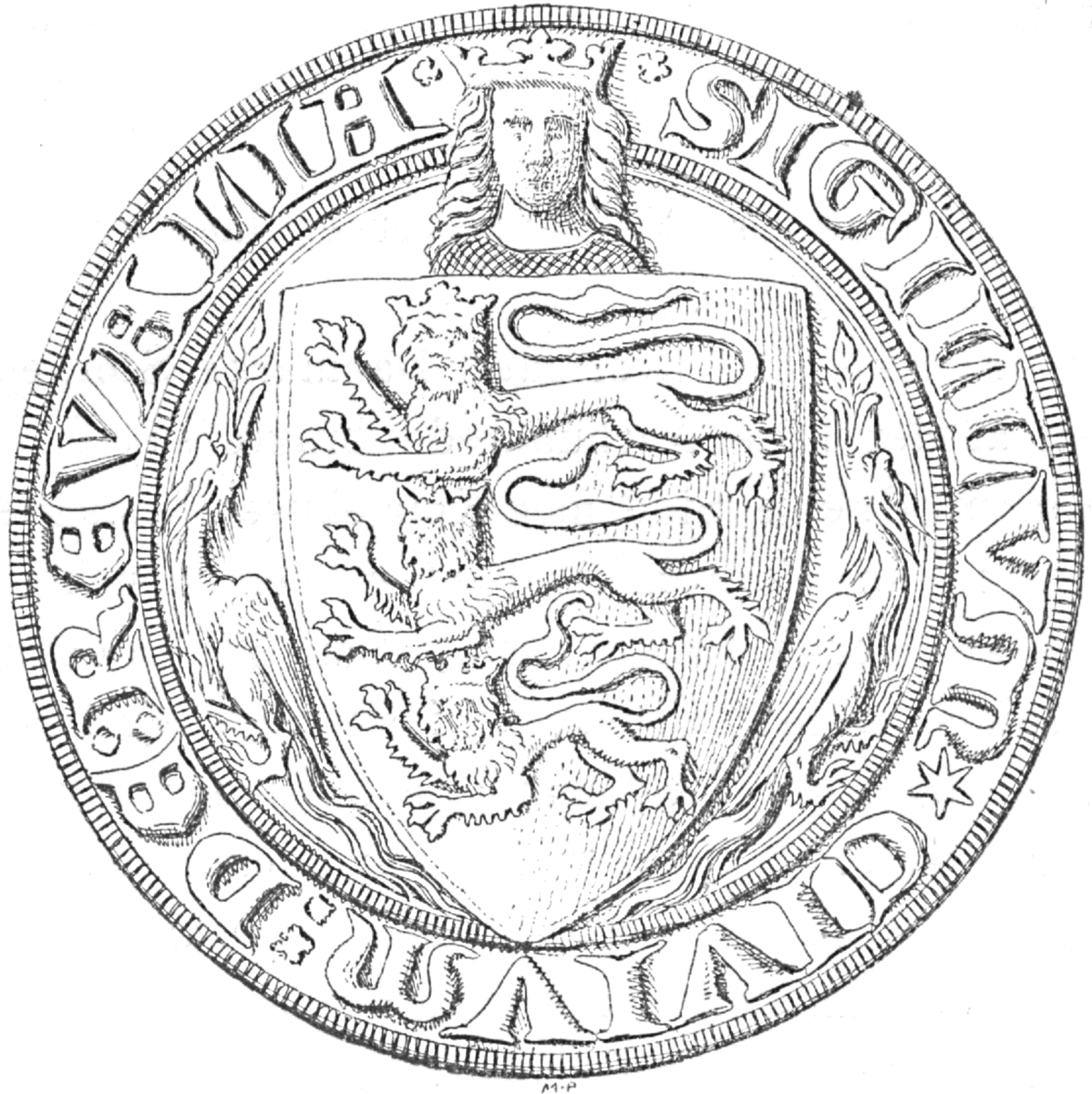
Sello de Tallin, 1340.
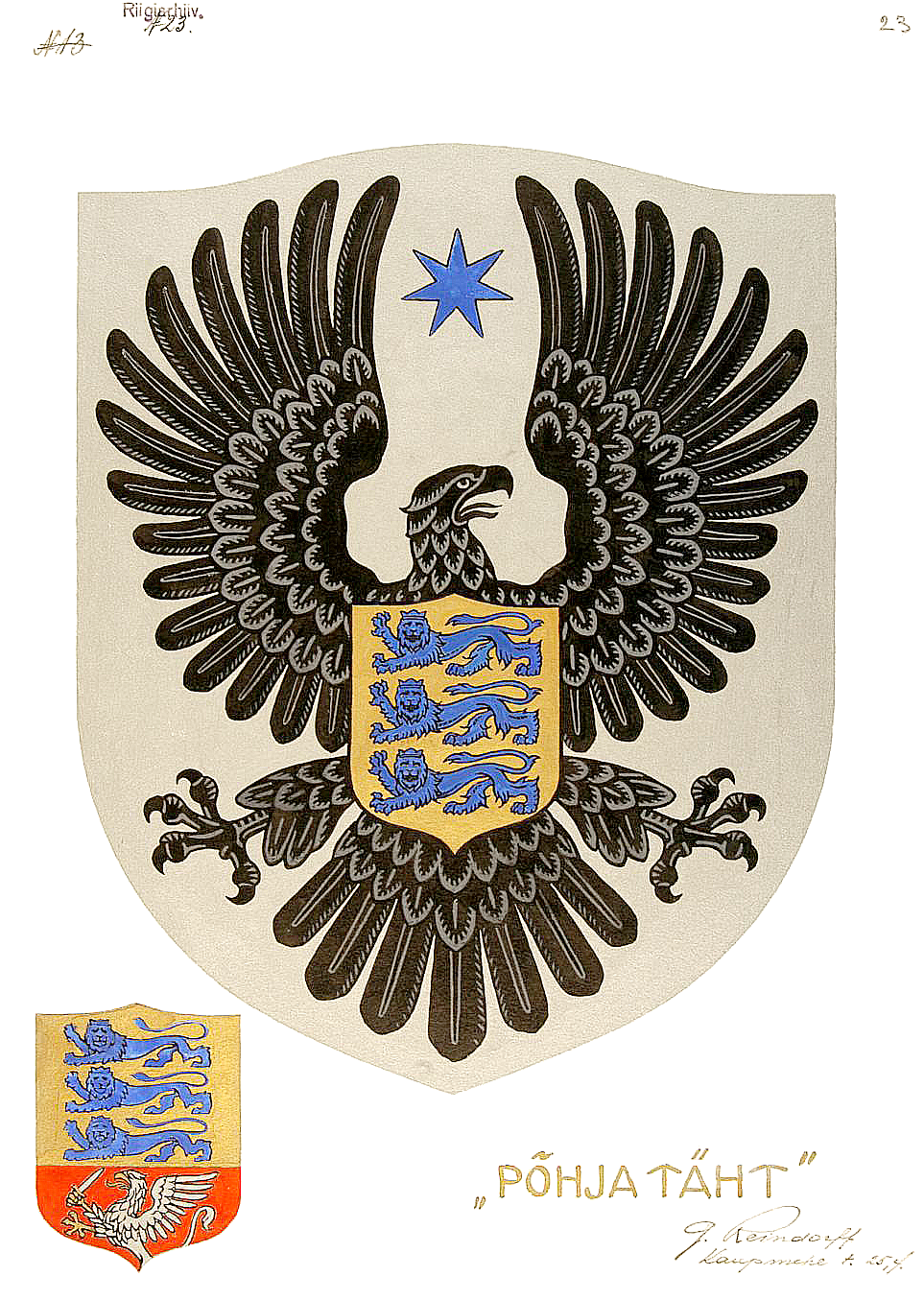
Escudo de armas alternativo de Estonia, 1922. Autor Günther Reindorff